# 선예
선예(본명: 민선예, 1989년 8월 12일 ~ )는 대한민국의 가수로 과거 걸그룹 원더걸스의 前 리더, 메인보컬이었다.

## 생애
선예는 1989년 8월 12일 서울에서 태어나 강원도 속초에서 약 10년간 장기간 거주한 경험이 있다. 조양초등학교를 다니다 서울로 다시 이사와 서울면목초등학교, 송곡여자중학교, 한국예술고등학교를 졸업하였다. 2009년 동국대학교 특기자 전형으로 연극영화과에 입학하였다.
선예는 2001년 7월 SBS 《초특급 일요일 만세》의 박진영의 영재 육성 프로젝트 99%의 도전 코너에서 선발되어 약 6년간의 연습생 생활을 거쳐 2007년 2월 10일 원더걸스로 정식 데뷔했다. 가수, 프로듀서인 박진영이, 나머지 멤버들은 완벽하지 않지만 그녀를 믿고 그룹을 만들었다고 밝혔을 정도로 그의 남다른 가장 신뢰를 받았다.
2010년 6월 부친이 돌아가셨는데 외동딸인 선예가 눈물의 작별을 했다. 2013년 1월 26일 캐나다 교포이자 선교사인 제임스 박과 결혼식을 올렸는데, JYP엔터테인먼트는 "선예가 빠진 향후 원더걸스의 활동에 대해 선예가 결혼한다고 팀을 나가거나 원더걸스가 해체되는 일은 없을 것이다."라고 했다. 2013년 10월 16일 캐나다의 신혼집에서 가정분만으로 첫째 딸 박은유를 출산했다. 2015년 7월 20일 공식적으로 선예는 가정생활에 집중하기 위해서 원더걸스에서 탈퇴하고 소속사 JYP엔터테인먼트와의 계약도 해지 했다. 2015년 9월 9일 선예는 둘째 아이를 임신했다는 발표하였다. 2016년 4월 22일 캐나다의 신혼집에서 가정분만으로 둘째 딸 박하진을 출산했다. 2019년 1월 30일 캐나다의 신혼집에서 가정분만으로 셋째 딸 박유진을 출산했다.
2023년 강서대학교 실용음악학과 교수로 임용됐다.

## 음반 활동

### OST
| 종류 | 음반 정보                                    | 트랙 리스트             |
| ---- | -------------------------------------------- | ----------------------- |
| OST  | 한성별곡 O.S.T - 발매일 : 2007년 7월 9일     | - 3. 일월지가(日月之歌) |
| OST  | 드림하이 O.S.T - 발매일 : 2011년 1월 10일    | - 2. Maybe              |
| OST  | 신들의 만찬 O.S.T - 발매일 : 2012년 4월 16일 | - 3. 사랑소리           |
| OST  | 울랄라부부 O.S.T - 발매일 : 2012년 10월 8일  | - 3. 내게 와줘          |

### 피처링
- 에이트 - 1집 The First
  - 9. 사이 (Feat. 선예)
- 박진영 - 7집 Back To Stage
  - 12. 대낮에 한 이별 (Feat. 선예)
- 마이티 마우스 - 1집 Energy
  - 2. 에너지 (Feat. 선예)

### 기타
- 2010년 JYP Nation This Christmas〈This Christmas〉

## 음반 외 활동

### 텔레비전 예능 프로그램
- 2007년 ~ 2008년 MBC 《쇼 음악중심》 - 진행
- 2018년 JTBC 《이방인》 - 출연
- 2018년 MBC 《미스터리 음악쇼 복면가왕》 - 난 있잖아 노래가 세상에서 제일 좋아 하니 <참가자>
- 2021년 ~ 2022년 tvN 《엄마는 아이돌》 - 출연
- 2022년 MBC《황금어장 라디오스타》 - 게스트
- 2023년 JTBC 《아는 형님》게스트
- 2025년 밀양 아리랑 축제 밀양강 오딧세이《칼을 품고 슬퍼하다》

### 웹예능
- 2024년 유튜브 《집대성》- 게스트